# Calgary-Currie
Circonscription électorale provinciale du Canada
Calgary-Currie est une circonscription électorale provinciale de Calgary en Alberta, (Canada). Elle a été créée en 1971 et de faire élire un seul député de l'Assemblée législative de l'Alberta.

## Liste des députés
| Députés de l'Assemblée législative de Calgary-Currie       | Députés de l'Assemblée législative de Calgary-Currie | Députés de l'Assemblée législative de Calgary-Currie | Députés de l'Assemblée législative de Calgary-Currie |
| Années                                                     | Années                                               | Député                                               | Parti politique                                      |
| ---------------------------------------------------------- | ---------------------------------------------------- | ---------------------------------------------------- | ---------------------------------------------------- |
| Voir Calgary-Glenmore 1959-1971 et Calgary-Ouest 1959-1971 |                                                      |                                                      |                                                      |
|                                                            | 1971 - 1975                                          | Fred Peacock                                         | Progressiste-conservateur                            |
|                                                            | 1975 - 1979                                          | Fred Peacock                                         | Progressiste-conservateur                            |
|                                                            | 1979 - 1982                                          | Dennis Anderson                                      | Progressiste-conservateur                            |
|                                                            | 1982 - 1986                                          | Dennis Anderson                                      | Progressiste-conservateur                            |
|                                                            | 1986 - 1989                                          | Dennis Anderson                                      | Progressiste-conservateur                            |
|                                                            | 1989 - 1993                                          | Jocelyn Burgener                                     | Progressiste-conservateur                            |
|                                                            | 1993 - 1997                                          | Jocelyn Burgener                                     | Progressiste-conservateur                            |
|                                                            | 1997 - 2001                                          | Jocelyn Burgener                                     | Progressiste-conservateur                            |
|                                                            | 2001 - 2004                                          | Jon Lord                                             | Progressiste-conservateur                            |
|                                                            | 2004 - 2008                                          | Dave Taylor                                          | Libéral                                              |
|                                                            | 2008 - 2010                                          | Dave Taylor                                          | Libéral                                              |
|                                                            | 2010-2011                                            | Dave Taylor                                          | Indépendant                                          |
|                                                            | 2011-2012                                            | Dave Taylor                                          | Parti de l'Alberta                                   |
|                                                            | 2012 - 2015                                          | Christine Cusanelli                                  | Progressiste-conservateur                            |
|                                                            | 2015 - présent                                       | Brian Malkinson                                      | Néo-Démocrate                                        |

## Résultats électoraux
| Élection générale albertaine de 2012 | Élection générale albertaine de 2012 | Élection générale albertaine de 2012 | Élection générale albertaine de 2012 |
| Candidat                             | Candidat                             | Parti                                | # de voix                            |
| ------------------------------------ | ------------------------------------ | ------------------------------------ | ------------------------------------ |
|                                      | Christine Cusanelli                  | Progressiste-conservateur            | 6,814                                |
|                                      | Corrie Adolph                        | Parti Wildrose                       | 4,305                                |
|                                      | Norval Horner                        | Libéral                              | 2,508                                |
|                                      | Robert Scobel                        | NPD                                  | 826                                  |
|                                      | Norm Kelly                           | Parti de l'Alberta                   | 556                                  |
|                                      | Dean Halstead                        | Evergreen (en)                       | 259                                  |
| Total                                |                                      |                                      |                                      |